# Morfeo
En la mitología grecorromana, Morfeo (en latín: Morpheus; en griego Μορφεύς, de μορφή morphê, ‘forma’) es un dios asociado al sueño y el mundo onírico. Sólo aparece en Las metamorfosis de Ovidio, un poeta romano, pero usa su nombre en griego. Se lo imagina como un hijo natural del Sueño (Somnus). Fue a partir de la Edad Media cuando el nombre de Morfeo comenzó a establecerse de forma más general para designar al dios titular del sueño o los ensueños, desplazando en el proceso a otros dioses oníricos; éstos eran apenas personificaciones abstractas.

## En Ovidio

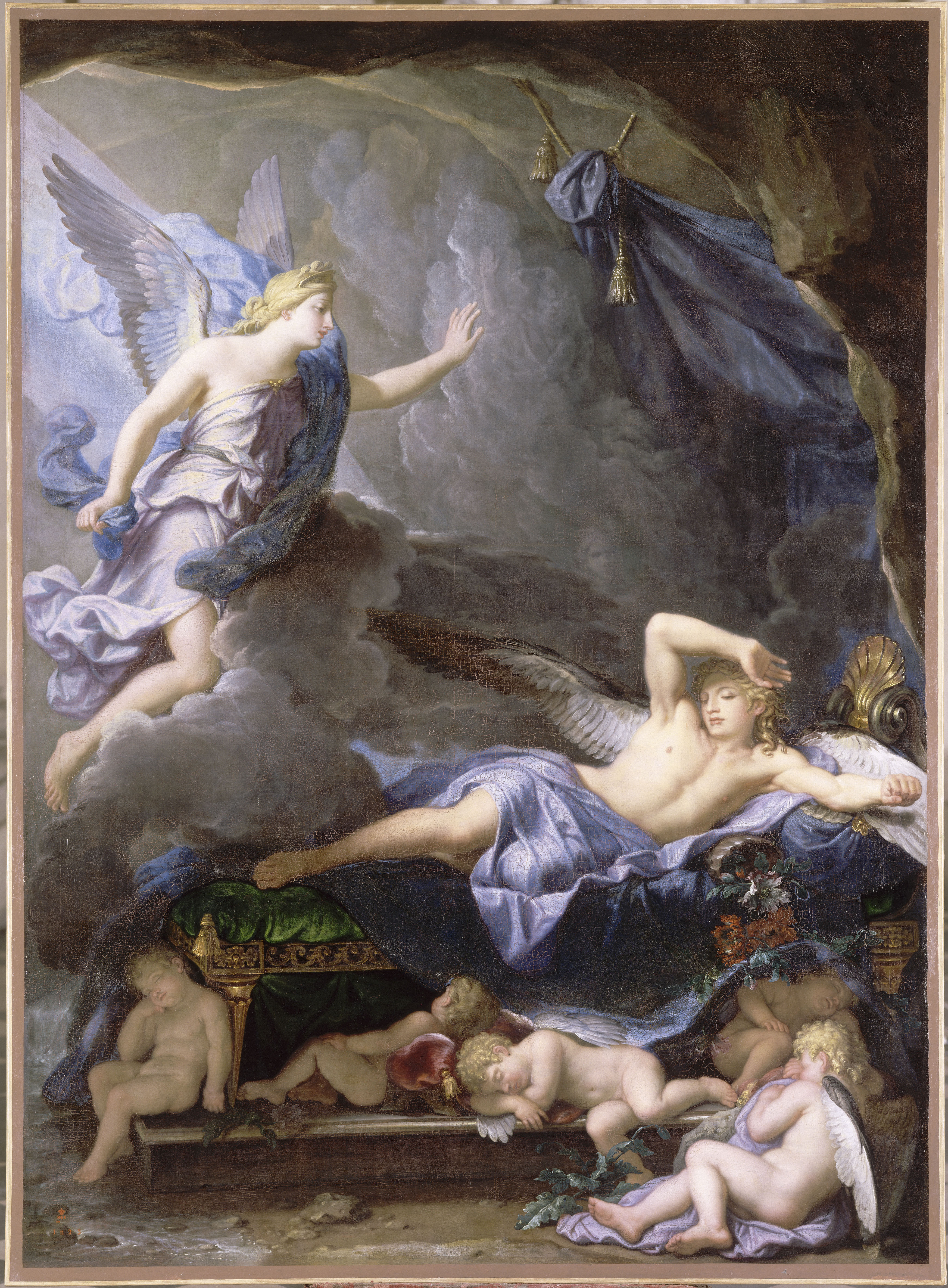
Morfeo despierta cuando Iris se acerca, René-Antoine Houasse (1690).

Morfeo era uno del «pueblo de los mil hijos» del Sueño y su nombre deriva de la voz «forma» (μορφή), pues es la función que éste posee. Durante los sueños puede adoptar cualquier forma de persona y comunicarse con un durmiente: «artífice y simulador de figuras, Morfeo, ningún otro más diestramente reproduce el caminar y el porte y el sonido del hablar. Añade además los vestidos y las más usuales palabras de cada cual. Pero él sólo a hombres puede imitar». Al igual que otros dioses relacionados con los sueños, a Morfeo se lo representa alado.
De entre todos los Ensueños (Somnia), los mil hijos del Sueño, destaca por encima de ellos Morfeo. Y tras éste otros dos hermanos. Ícelo, a quien el vulgo llama Fobétor, toma el aspecto de animales: «se hace fiera, se hace pájaro, se hace, de largo cuerpo, serpiente». Y también Fántaso, que toma formas inanimadas: «él a la tierra, a una roca, a una ola, a un madero y a cuanto vacío está todo de ánima, falazmente se pasa». Algunos contemporáneos dicen que estas figuras ovidianas son creaciones poéticas y no conceptos míticos.
Morfeo desempeña un papel importante en la historia de Ceix y Alcíone. Ceix estaba casado con Alcione. En la versión de Ovidio Ceix marchó a Claros (Jonia) para consultar un oráculo, pero naufragó durante la travesía, ahogándose. Juno (Hera) le encargó a su mensajera, la diosa Iris que fuera a Morfeo para que le contara la noticia a Alcíone mediante un sueño. Sabiendo de la muerte de su esposo por Morfeo, Alcíone se arrojó al mar. Apiadándose de ellos, los dioses transformaron a la pareja en martines pescadores o alciones.

## Versiones griegas
Hesíodo nos habla de la tribu de los Ensueños u Oniros (Oneiroi), de manera abstracta. En la Ilíada Homero utiliza dos personificaciones abstractas: Óniro, el Ensueño (Oneiros) e Hipno, el Sueño (Hypnos). Óniro parece tener la misma función que Morfeo, ya que Zeus le comanda así: «anda, ve, pernicioso Ensueño, encamínate a las veleras naves aqueas, introdúcete en la tienda de Agamenón Atrida, y dile cuidadosamente lo que voy a encargarte». En este caso Óniro toma la forma del anciano sabio Néstor para hablarle en sueños. Hipno, por otro lado, es descrito como el hermano gemelo de Tánato, y es comandado por Hera; «por favor, adormece bajo sus cejas los relucientes ojos de Zeus en cuanto yo me tienda a su lado, unida a él en el amor». De nuevo el Hypnos homérico concuerda con el Somnus ovidiano: Iris debe abandonar rápidamente la presencia del Sueño «ya que no más allá tolerar del sopor la fuerza podía».

## Menciones ulteriores
Era representado con alas que batía rápida y silenciosamente, permitiéndole ir a cualquier rincón de la Tierra. Morfeo se encargaba de inducir los sueños de quienes dormían y de adoptar una apariencia humana para aparecer en ellos, especialmente la de los seres queridos (de ahí su nombre), permitiendo a los mortales huir por un momento de las maquinaciones de los dioses. De su nombre procede la expresión «estar en los brazos de Morfeo», que significa ‘soñar’ y por extensión ‘dormir’ o viceversa. Se cuenta en Las metamorfosis que Morfeo duerme en una cama de ébano en una cueva sutilmente iluminada, rodeado de flores de adormidera (que contienen alcaloides de efectos sedantes y narcóticos).
Los médicos griegos rindieron culto a Morfeo especialmente en los santuarios de los grandes oráculos y en los templos de asclepio, dios de la medicina, donde era invocado por medio de complejos rituales donde se empleaban baños, ayunos, quema de inciensos, música y cantos que inducían al sueño.

## Mitología comparada

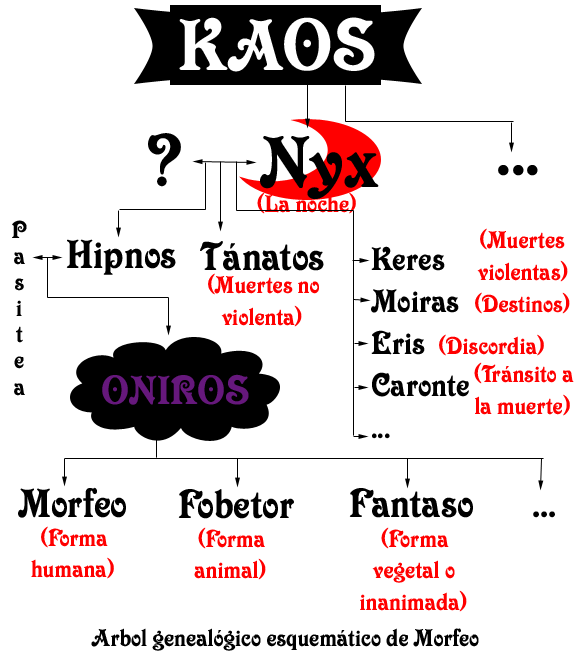
Árbol genealógico de Morfeo.

En muchas culturas existen diferentes figuras que son similares a Morfeo, en ciertas ocasiones se considera como el mismo a Hipnos y Morfeo. En la cultura anglosajona se tiene como figura representante del sueño a Sandman. En la mitología egipcia existía el dios Tot y el dios Tutu que representaban los sueños. En la cultura japonesa existían unos seres llamados Baku que se comían las pesadillas y los malos espíritus. En el hinduismo aparece el dios Vishru quién entre otras cosa representa los sueños.

## Esculturas
- Morfeo de Jean-Antoine Houdon en el Museo del Louvre.
- Morfeo de Nicolas Poussin en el prado del jardín del Palacio de Versalles.
- Dios del sueño de autor anónimo en el Museo del Prado
- Morfeo o Amor dormido de José Álvarez Cubero[16]

## Pinturas
- En los brazos de Morfeo de William Reynolds Stephen[17]

## Música
En 1917 la compositora y violista inglesa Rebecca Clarke escribió la pieza Morpheus, para viola y piano. La estrenó en 1918 en el Aeolian Hall de Nueva York.